# Torfou (Essonne)
Torfou és un municipi francès, situat al departament de l'Essonne i a la regió de Illa de França. L'any 2007 tenia 268 habitants.
Forma part del cantó d'Arpajon, del districte d'Étampes i de la Comunitat de comunes Entre Juine et Renarde.

## Demografia

### Població
El 2007 la població de fet de Torfou era de 268 persones. Hi havia 98 famílies, de les quals 16 eren unipersonals (16 homes vivint sols), 35 parelles sense fills i 47 parelles amb fills.
La població ha evolucionat segons el següent gràfic:
Habitants censats

### Habitatges
El 2007 hi havia 108 habitatges, 97 eren l'habitatge principal de la família, 8 eren segones residències i 3 estaven desocupats. 103 eren cases i 4 eren apartaments. Dels 97 habitatges principals, 85 estaven ocupats pels seus propietaris i 13 estaven llogats i ocupats pels llogaters; 4 tenien dues cambres, 11 en tenien tres, 9 en tenien quatre i 74 en tenien cinc o més. 89 habitatges disposaven pel capbaix d'una plaça de pàrquing. A 24 habitatges hi havia un automòbil i a 72 n'hi havia dos o més.

### Piràmide de població
La piràmide de població per edats i sexe el 2009 era:
| Homes | Edats   | Dones |
| ----- | ------- | ----- |
| 0     | 95 o +  | 0     |
| 0     | 90 a 94 | 0     |
| 0     | 85 a 89 | 0     |
| 0     | 80 a 84 | 0     |
| 4     | 75 a 79 | 4     |
| 4     | 70 a 74 | 4     |
| 4     | 65 a 69 | 0     |
| 4     | 60 a 64 | 4     |
| 8     | 55 a 59 | 4     |
| 20    | 50 a 54 | 24    |
| 4     | 45 a 49 | 4     |
| 8     | 40 a 44 | 12    |
| 16    | 35 a 39 | 16    |
| 4     | 30 a 34 | 4     |
| 4     | 25 a 29 | 0     |
| 8     | 20 a 24 | 0     |
| 12    | 15 a 19 | 12    |
| 20    | 10 a 14 | 0     |
| 4     | 5 a 9   | 24    |
| 8     | 0 a 4   | 8     |

## Economia
El 2007 la població en edat de treballar era de 182 persones, 119 eren actives i 63 eren inactives. De les 119 persones actives 116 estaven ocupades (71 homes i 45 dones) i 3 estaven aturades (1 home i 2 dones). De les 63 persones inactives 30 estaven jubilades, 22 estaven estudiant i 11 estaven classificades com a «altres inactius».

### Ingressos
El 2009 a Torfou hi havia 96 unitats fiscals que integraven 272 persones, la mediana anual d'ingressos fiscals per persona era de 28.184 €.

### Activitats econòmiques
Dels 8 establiments que hi havia el 2007, 1 era d'una empresa de construcció, 1 d'una empresa de comerç i reparació d'automòbils, 1 d'una empresa de transport, 3 d'empreses immobiliàries i 2 d'empreses de serveis.
Dels 2 establiments de servei als particulars que hi havia el 2009, 1 era una lampisteria i 1 agència immobiliària.
L'any 2000 a Torfou hi havia 6 explotacions agrícoles.

## Equipaments sanitaris i escolars
El 2009 hi havia una escola elemental integrada dins d'un grup escolar amb les comunes properes formant una escola dispersa.

## Poblacions més properes
El següent diagrama mostra les poblacions més properes.